# Massimiliano Fedriga
Massimiliano Fedriga, italijanski politik, * 2. julij 1980, Verona, Benečija.
Trenutno je predsednik avtonomne dežele Furlanija - Julijska krajina.

## Življenje
Fedriga rodil se je v Veroni 2. julija 1980, vendar breškega porekla, od malih nog je odraščal v Trstu v katoliški družini in tudi sam se je zmeraj imel za katoličana. Po končanem srednješolskem študiju na znanstvenem liceju Galilea Galileia, je diplomiral iz komunikologije na Univerzi v Trstu. Po diplomi je pridobil univerzitetni magisterij iz komunikacijskega menedžmenta in analize, sodeloval pa je pri trženju in komunikacijskem svetovanju za več podjetij v severovzhodni Italiji.
Od leta 2013 je poročen z Eleno Sartori in ima dva otroka: Giacomo in Giovanni.